# ペンドルトン郡 (ウェストバージニア州)
ペンドルトン郡（英: Pendleton County）は、アメリカ合衆国ウェストバージニア州の東部に位置する郡である。2010年国勢調査での人口は7,695人であり、2000年の8,196人から6.1%減少した。郡庁所在地はフランクリン町（人口721人）であり、同郡で唯一の法人化町でもある。ペンドルトン郡は1787年にバージニア州議会によって設立され、1788年に有効となった。郡域はバージニア州オーガスタ郡、同ロッキンガム郡とウェストバージニア州ハーディ郡のそれぞれ一部を合わせた。郡名はバージニア州の高名な政治家かつ法律家だったエドモンド・ペンドルトン（1721年-1803年）に因んで名付けられた。
郡内にあるスプルースノブがアリゲイニー山地とウェストバージニア州で最高地点であり、標高は4,863フィート (1,482 m) である。モノンガヘラ国立の森とジョージ・ワシントン国立の森も郡内に入っている。

## 歴史
フレンチ・インディアン戦争（1754年-1763年）中の1758年4月、シーバート砦とその近くのアッパートラクト砦が急襲され、そこを拠点にしていた白人開拓者60人の大半が、ショーニー族とデラウェア族インディアン戦士に虐殺され、砦は焼かれた。
ペンドルトン郡は南北戦争のときに強くアメリカ連合国を支持していたが、住民の意思に反してアメリカ合衆国政府が新設したウェストバージニア州に含められた。。

## 地理
アメリカ合衆国国勢調査局に拠れば、郡域全面積は698平方マイル (1,808 km2)であり、このうち陸地698平方マイル (1,807 km2)、水域は0平方マイル (1 km2)で水域率は0.04%である。

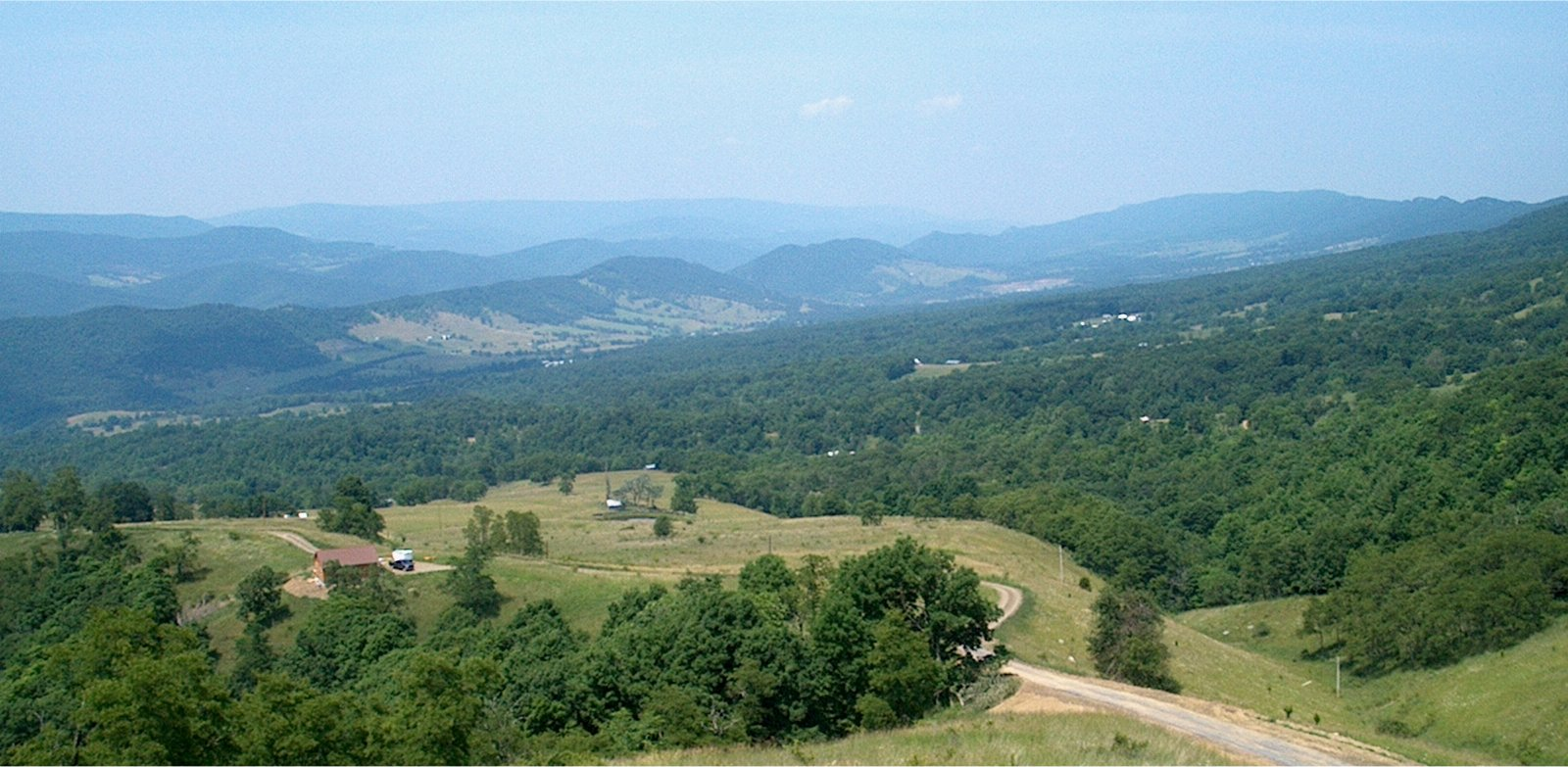
ジャーマニー・バレー、ノースフォーク山の西にある

### 主要高規格道路
- アメリカ国道33号線
- アメリカ国道220号線
- ウェストバージニア州道28号線
- ウェストバージニア州道55号線

### 隣接する郡
- グラント郡 - 北
- ハーディ郡 - 北東
- ロッキンガム郡 (バージニア州) - 東
- オーガスタ郡 (バージニア州)、ハイランド郡 (バージニア州) - 南
- ポカホンタス郡 - 南西
- ランドルフ郡 - 西

### 国立保護地域
- ジョージ・ワシントン国立の森（部分）
- モノンガヘラ国立の森（部分）
- スプルースノブ・セネカロックス国立レクリエーション地域（部分）
- アメリカ合衆国国定電波静穏帯（部分）

### 国定自然のランドマーク
- ジャーマニーバレー・カルスト地域
- シネット・ソーン山洞窟群

## 人口動態
以下は2000年国勢調査による人口統計データである。
| 基礎データ - 人口: 8,196人 - 世帯数: 3,350 世帯 - 家族数: 2,355 家族 - 人口密度: 5人/km2（12人/mi2） - 住居数: 5,102軒 - 住居密度: 3軒/km2（7軒/mi2） 人種別人口構成 - 白人: 96.34% - アフリカン・アメリカン: 2.12% - ネイティブ・アメリカン: 0.27% - アジア人: 0.18% - 太平洋諸島系: 0.04% - その他の人種: 0.28% - 混血: 0.77% - ヒスパニック・ラテン系: 0.89% 年齢別人口構成 - 18歳未満: 21.8% - 18-24歳: 7.3% - 25-44歳: 27.0% - 45-64歳: 26.1% - 65歳以上: 17.8% - 年齢の中央値: 41歳 - 性比（女性100人あたり男性の人口） - 総人口: 101.3 - 18歳以上: 101.5 | 世帯と家族（対世帯数） - 18歳未満の子供がいる: 28.0% - 結婚・同居している夫婦: 57.4% - 未婚・離婚・死別女性が世帯主: 8.1% - 非家族世帯: 29.7% - 単身世帯: 25.8% - 65歳以上の老人1人暮らし: 12.2% - 平均構成人数 - 世帯: 2.40人 - 家族: 2.87人 収入と家計 - 収入の中央値 - 世帯: 30,429米ドル - 家族: 34,860米ドル - 性別 - 男性: 25,342米ドル - 女性: 16,753米ドル - 人口1人あたり収入: 15,805米ドル - 貧困線以下 - 対人口: 11.4% - 対家族数: 8.0% - 18歳未満: 13.6% - 65歳以上: 12.5% |

## 都市と町

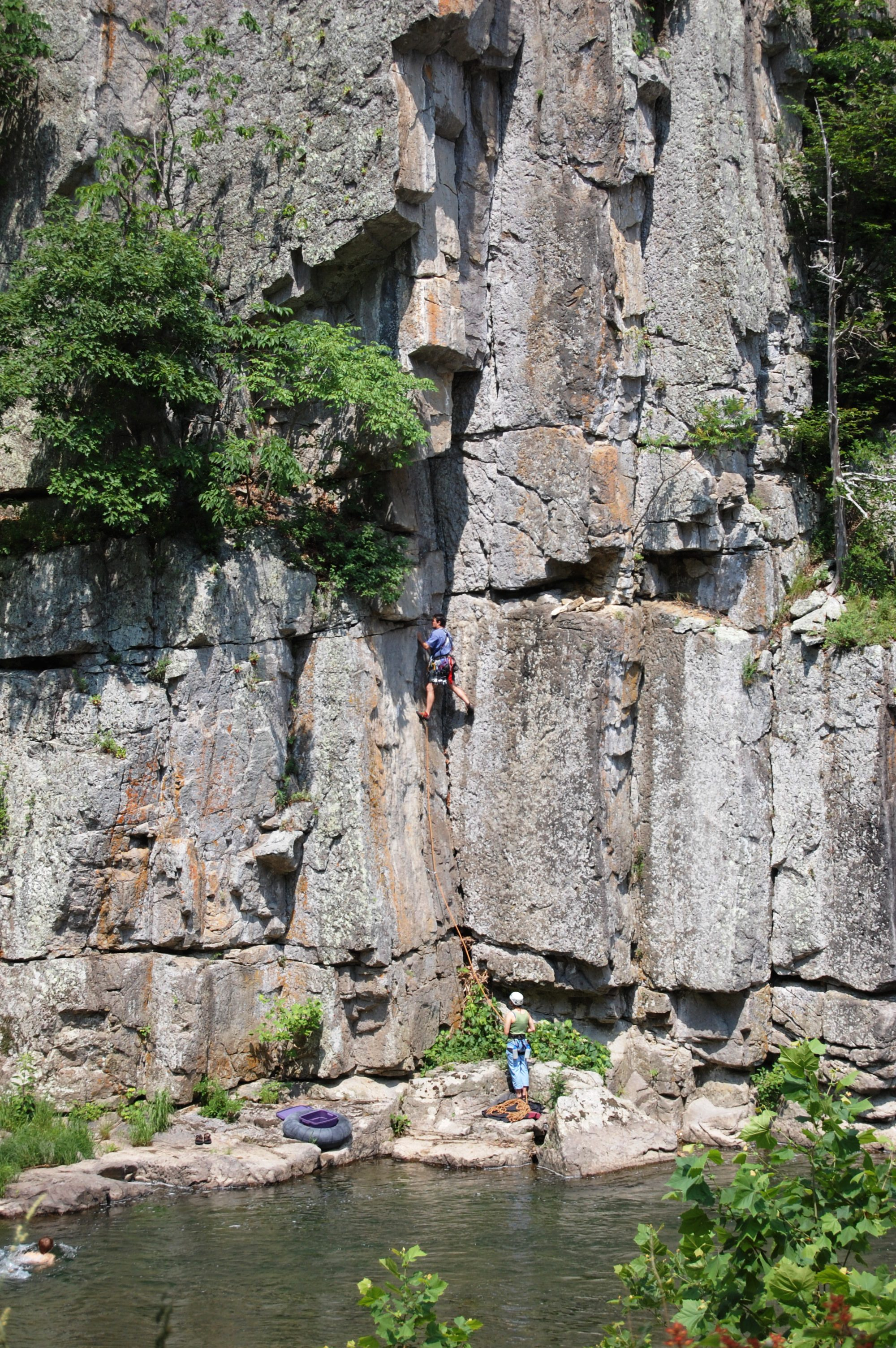
ケッターマン近くでのロッククライミング

### 法人化市と町
- フランクリン - 郡庁所在地

次のリストは郡内の未編入町であるが、これで全てではない。

### 未編入の町
| - ブランディワイン - ブラッシーラン - ケイブ - チェリーグローブ - サークルビル - ダーマー - ディアラン | - ドライラン - エントリー - フェイム - フォートシーバート - ハーパー - ケッターマン - クライン | - マックスビル - マイルズ - ミッチェル - モーツタウン - モイアーズ - モーザー | - オークフラット - オークグローブ - オニーゴ - プロブストバーグ - [リバートン - ラドル | - セネカロックス - シモダ - シュガーグローブ - ティータートン - アッパートラクト - ジグラー |